# دهستان آب‌باریک
دهستان آب‌باریک نام دهستانی در بخش مرکزی شهرستان سنقر، استان کرمانشاه در ایران است. براساس سرشماری مرکز آمار ایران در سال ۱۳۸۵، جمعیت آن ۶۴۱۹ نفر (۱۵۶۱ خانوار) بوده‌است.